# Peugeot (wielerploeg)
Het Franse auto- en fietsenmerk Peugeot was vanaf begin 20e eeuw tot 1986 op diverse wijzen (hoofd)sponsor van een wielerploeg. De wielerploeg wordt gezien als een van de succesvolste ploegen uit de wielergeschiedenis.

## Geschiedenis
In 1882 start Jean Pequignot Peugeot met het fabriceren van fietsen en raakt al snel betrokken bij het sponsoren van wegwielrenners. In 1896 werd Paul Bourrillon in Kopenhagen wereldkampioen sprint op de baan (voor professionals) op een Peugeotfiets. Vanaf het begin van de 20e eeuw ontstond er een eigen Peugeot-wielerteam. In 1901 maakten de Italianen Giuseppe Ghezi en Federico Momo er deel van uit. Ook Hippolyte Aucouturier reed op een Peugeotfiets toen hij winnaar werd van Bordeaux-Parijs (1903) en Parijs-Roubaix (1903, 1904). De winnaars van de Ronde van Frankrijk in 1905 (Louis Trousselier), 1906 (René Pottier), 1907 en 1908 (Lucien Petit-Breton) reden eveneens op een fiets van Peugeot. In 1912 werd de Peugeotploeg tweede in het ploegenklassement van de Ronde van Italië. De Belg Philippe Thys werd als lid van de Peugeotploeg winnaar van de Ronde van Frankrijk in 1913 en 1914.
Na de Eerste Wereldoorlog was Peugeot een van de fabrikanten die gezamenlijk een wielerteam oprichten, La Sportive, om zodoende hun individuele onderzoeksresultaten gezamenlijk ten uitvoer te brengen. Na drie jaar van dit team deel te hebben uitgemaakt startte Peugeot andermaal met een eigen wielerteam. Met dit team won het middels de Belg Firmin Lambot in 1922 voor de  zevende keer de Ronde van Frankrijk.
Van 1936 tot en met 1955 droeg de ploeg twintig jaar de naam Peugeot-Dunlop. Ondertussen trad Peugeot ook als cosponsor op, zo was Peugeot van 1948-1959 cosponsor van de Belgische formatie Elvé-Peugeot. In 1956 werd BP cosponsor en de ploegnaam werd Peugeot-BP. In 1956 werd de zoon van de tweevoudig Tourwinnaar Lucien Petit-Breton, Yves Petit-Breton, ploegleider.
In 1958 werd Gaston Plaud 'directeur sportif' bij Peugeot-BP, de functie die hij tot midden jaren 70 zou bekleden. Hij trok meteen 'grote namen' aan om succes te kunnen boeken. Onder andere Charly Gaul, Pino Cerami, Ferdinand Bracke, Walter Godefroot, Tom Simpson, Jean-Pierre Danguillaume en Eddy Merckx nam hij onder contract. In 1963 introduceerde Peugeot de kenmerkende zwart-witgeblokte baan op het witte wielershirt, dat tot de opheffing van de ploeg in 1986 zou worden gehandhaafd. Tijdens deze periode werden volop successen binnen gehaald. Zo won Tom Simpson onder andere Bordeaux-Paris in 1963, Milaan-San Remo in 1964 en in 1965 het Wereldkampioenschap en de Ronde van Lombardije.
Nadat in 1962 Dunlop één jaar cosponsor was en in 1963 en 1964 Englebert onderging de ploeg in 1965 andermaal een naamswijziging met Michelin als cosponsor, nu naar Peugeot-BP-Michelin en die tot en met 1975 gehandhaafd zou worden. Eddy Merckx, Peugeot renner in 1966 en 1967, won in deze twee jaren onder andere Milaan-San Remo (2x), Gent-Wevelgem, de Waalse Pijl en twee etappes in de Ronde van Italië 1967 en werd in 1967 wereldkampioen. In 1967 werd de Fransman en Peugeotrenner Roger Pingeon winnaar van de Ronde van Frankrijk die dat jaar door landenteams werd verreden. In 1969 voegde hij daar de overwinning in de Ronde van Spanje aan toe en in 1971 werd deze ronde door de Belg Ferdinand Bracke gewonnen.
Van 1975-1981 was Maurice de Muer 'directeur sportif' en begeleidde in datzelfde jaar Bernard Thévenet naar de overwinning in de Ronde van Frankrijk. In 1976 werd Esso in plaats van BP cosponsor en tot en met 1981 ging de ploeg als Peugeot-Esso-Michelin verder. In 1977 won Thévenet voor de tweede keer de Ronde van Frankrijk, voor Peugeot zou het de tiende en laatste Touroverwinning zijn. De Nederlander Hennie Kuiper was de kopman van het Peugeotteam in de Tour van 1979 (4e) en de Tour van 1980 (2e).
In 1982 nam Shell de plaats van Esso op het shirt in en ging de ploeg als Peugeot-Shell-Michelin verder. In de Ronde van Frankrijk 1983 was de Fransman Pascal Simon de laatste renner die namens Peugeot de leiderstrui droeg. Simon kwam na de negende etappe aan de leiding. De dag daarna kwam hij ten val en brak daarbij zijn schouderblad. Simon reed nog zes dagen in de gele trui tot hij opgaf. Ook de laatste kans voor Peugeot om nog een van de grote ronden te winnen ging verloren. In 1985 reed Robert Millar tot de voorlaatste dag in de leiderstrui van de Ronde van Spanje om uiteindelijk alleen nog door Pedro Delgado gepasseerd te worden.
In het laatste jaar van het bestaan van de Peugeot wielerploeg, 1986, was Roger Legeay ploegleider en nam Velo Talbot de plaats in van Michelin als cosponsor. Hij zou de ploeg voortzetten onder de nieuwe hoofdsponsor Z met Peugeot als cosponsor. In 1994 nam GAN de plaats van hoofdsponsor in, om vervolgens opgevolgd te worden door Crédit Agricole, die er in 2008 mee stopte.